# تهاجم فرانسه به نورماندی (۱۲۰۲-۱۲۰۴)
لشکرکشی‌های نورماندی جنگ‌هایی در نرماندی از سال ۱۲۰۲ تا ۱۲۰۴ بود که طی آن پادشاهی انگلستان با پادشاهی فرانسه جنگید و همچنین با شورش‌های اشراف مبارزه کرد. فیلیپ دوم، پادشاه فرانسه، قلمروهای آنگلو-آنژوین را در نرماندی فتح کرد و در نتیجه به محاصره شاتو-گیرد (به فرانسوی: Château Gaillard) انجامید. زمانی که قلمرو آنگلو-آنژوین به شدت کاهش یافت، مبارزات نورماندی با پیروزی فرانسه به پایان رسید.

## پیش‌زمینه
پس از مرگ ریچارد شیردل در ۶ آوریل ۱۱۹۹، دو مدعی بالقوه برای تاج و تخت آنژوین وجود داشت: جان، که ادعای او بر این بود که تنها پسر بازمانده هنری دوم بود، و آرتور جوان از بریتانی، که پسر جفری، و از این رو نوه هنری دوم بود. قوانین قرون وسطی راهنمایی اندکی در مورد چگونگی تصمیم‌گیری در مورد ادعاهای رقیب ارائه می‌دهد، با قانون نورمن به نفع جان و قانون آنژوین به نفع آرتور. موضوع به سرعت به یک درگیری آشکار تبدیل شد. جان توسط بخش عمده‌ای از اشراف انگلیسی و نورمن حمایت می‌شد و در کاخ وست‌مینستر با حمایت مادرش الینور، دوشس آکیتن تاجگذاری کرد. آرتور مورد حمایت اکثریت اشراف بریتانی، مین و آنژو قرار گرفت و از حمایت فیلیپ دوم، پادشاه فرانسه برخوردار شد که متعهد به تجزیه قلمروهای آنژوین در این قاره بود. تهاجم ارتش آرتور به دره لوآر به سمت آنژه و نیروهای فیلیپ از پایین دره به سمت تورز، امپراتوری قاره جان در خطر دو نیم شدن بود.
جنگ در نورماندی در آن زمان به دلیل پتانسیل دفاعی قلعه‌ها و هزینه‌های فزاینده اجرای لشکرکشی‌ها شکل گرفت. نورمن دارای مرزهای دفاع طبیعی محدودی داشتند اما به شدت با قلعه‌هایی مانند قلعه گیلارد در نقاط استراتژیک تقویت شده بودند که با هزینه‌های قابل توجهی ساخته و نگهداری می‌شدند. برای یک فرمانده دشوار بود که تا مناطق تازه‌ای پیشروی کند بدون اینکه خطوط ارتباطی خود را با تصرف این استحکامات حفظ کند، که پیشرفت هر حمله‌ای را کند می‌کرد. ارتش‌های آن دوره می‌توانستند از نیروهای فئودالی یا مزدور تشکیل شوند. عوارض فئودالی فقط برای مدت معینی افزایش می‌یافت و ثابت می‌شد که دارایی انعطاف‌ناپذیری است. نیروهای مزدور که اغلب پس از دوک‌نشین برابانت برابانسون نامیده می‌شوند، اما در واقع از سراسر اروپای شمالی به خدمت گرفته می‌شوند، می‌توانند چابکی نظامی بسیار بیشتری داشته باشند و در تمام طول سال عمل کنند، اما هزینه‌ای بسیار بیشتر از نیروهای فئودالی مشابه دارند.

## پیمان لو گوله

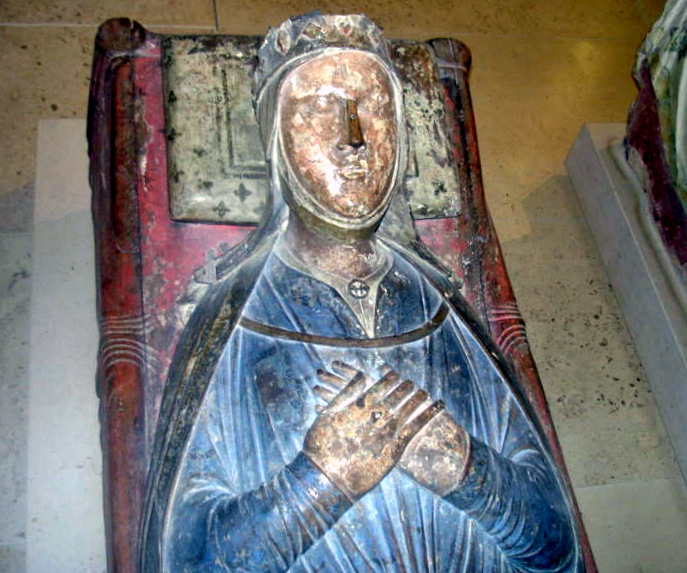
مقبره ایزابلای انگولیم، همسر دوم پادشاه جان، در صومعه فونته‌رو.

صلح جدید، پیمان لو گوله، تنها دو سال دوام آورد. جنگ پس از تصمیم جان در اوت ۱۲۰۰ برای ازدواج با ایزابلای انگولیم آغاز شد. به منظور ازدواج مجدد، جان ابتدا نیاز داشت که ایزابل، کنتس گلاستر، همسر اولش را رها کند. جان این کار را با این استدلال انجام داد که در وهله اول نتوانسته بود اجازه لازم پاپ را برای ازدواج با ایزابل دریافت کند - جان به عنوان پسر عموی درجه اول نمی‌توانست قانونی با او ازدواج کند. هنوز مشخص نیست که چرا جان با ایزابلا از آنگولم ازدواج کرد. وقایع نگاران معاصر استدلال می‌کردند که جان عمیقاً عاشق ایزابلا شده بود و جان ممکن است به دلیل میل جنسی به دختری ظاهراً زیبا و البته جوان انگیزه داشته باشد. از سوی دیگر، سرزمین‌های آنگومایی که همراه با ایزابلا آمدند، از نظر استراتژیک برای جان حیاتی بودند: جان با ازدواج با ایزابلا، یک مسیر زمینی کلیدی بین پواتو و گاسکونی را به دست‌آورد، که به طور قابل توجهی تسلط او را بر آکیتن تقویت کرد.
متأسفانه، ایزابلا قبلاً برای ازدواج با هیو دهم لوسیانان، یکی از اعضای مهم خانواده اشرافی پوآتو و برادر رائول، کنت Eu، که زمین‌هایی در امتداد مرز حساس نورماندی شرقی داشت، نامزد کرده بود. درست همان‌طور که جان از ازدواج با ایزابلا سود استراتژیک می‌برد، این ازدواج منافع لوزینیان‌ها را تهدید می‌کرد، که سرزمین‌های خودشان در حال حاضر مسیر کلیدی برای کالاها و سربازان سلطنتی را در سراسر آکیتن فراهم می‌کرد. جان به جای مذاکره در مورد نوعی غرامت، با هیو «با تحقیر» رفتار کرد. این منجر به قیام لوزینیان شد که جان به سرعت سرکوب کرد و او نیز برای سرکوب رائول در نرماندی مداخله کرد.
اگرچه جان کنت پواتو و در نتیجه قوانین فئودال برحق بر لوزینیان‌ها بود، آنها می‌توانستند به طور مشروع به ارباب فئودال جان، فیلیپ دوم، پادشاه فرانسه، در رابطه با تصمیماتی که جان در سرزمین‌های فرانسوی خود می‌گرفت، استیناف کنند. هیو دقیقاً این کار را در سال ۱۲۰۱ انجام داد و فیلیپ با استناد به پیمان لو گوله، جان را برای حضور در دادگاه در پاریس در سال ۱۲۰۲ برای دفاع از خود احضار کرد. جان حاضر نبود به این ترتیب اقتدار خود را در غرب فرانسه تضعیف کند. او استدلال کرد که نیازی به حضور در دربار فیلیپ به دلیل موقعیت ویژه‌اش به عنوان دوک نورماندی، که طبق سنت فئودالی از فراخواندن به دربار فرانسه معاف بود، ندارد. فیلیپ استدلال می‌کرد که او جان را نه به عنوان دوک نورماندی، بلکه به عنوان کنت پوآتو احضار می‌کرد، که چنین وضعیت خاصی نداشت. هنگامی که جان هنوز از آمدن امتناع کرد، فیلیپ جان را در نقض مسئولیت‌های فئودالی خود اعلام کرد، تمام سرزمین‌های جان را که تحت حکمرانی تاج و تخت فرانسه قرار داشت به آرتور واگذار کرد - به استثنای نورماندی که او آن را پس گرفت - و جنگ جدیدی علیه او آغاز کرد.